# Denis Edwards
Denis Edwards (* 10. Dezember 1943 in Port Pirie; † 5. März 2019) war ein australischer Theologe. 

## Leben
Er wurde am 9. Juli 1966 in der Kathedrale St. Francis Xavier zum Priester geweiht. Er lehrte als Professor für Theologie an der Australian Catholic University in Adelaide. 2015 wurde ihm die Ehrendoktorwürde der Katholischen Theologischen Fakultät der Universität Fribourg verliehen.
Seine Lehre liegt in den Bereichen der Dreifaltigkeit Gottes, der Christologie, der Ekklesiologie und der Theologie der Schöpfung. Er ist Fellow der International Society for Science and Religion und Mitglied der International Methodist-Roman Catholic Commission und der National Australian Anglican-Roman Catholic Commission. Neuere Forschungen betrafen die Bereiche Christologie, Pneumatologie, Trinitarische Theologie, den Dialog zwischen Wissenschaft und Theologie sowie Ökologische Theologie. Forschungsinteressen umfassen die Theologie von Karl Rahner und die Arbeit von Schlüsselfiguren aus der theologischen Tradition, darunter Irenäus, Athanasius, Bonaventura und Aquinas.

## Schriften (Auswahl)
- How God Acts. Creation, Redemption and Special Divine Action. Minneapolis 2010, ISBN 0800697006.
- Partaking of God. Trinity, Evolution and Ecology. Collegeville 2014, ISBN 0814682529.
- The Natural World and God. Theological Explorations. Adelaide 2017, ISBN 1925643050.
- Christian Understandings of Creation. The Historical Trajectory. Minneapolis 2017, ISBN 1451482876.